# Kik Pierie
Pour les articles homonymes, voir Pierie.
Kik Pierie, né le 20 juillet 2000 à Boston, est un footballeur néerlandais. Il évolue au poste de défenseur central à l'Ajax Amsterdam.

## Biographie

### En équipe nationale
Avec les moins de 17 ans, il participe au championnat d'Europe des moins de 17 ans en 2017. Lors de cette compétition, il joue quatre matchs. Les Pays-Bas s'inclinent en quart de finale face à l'Allemagne.